# 광주부 (선거구)
광주부는 대한민국의 옛 국회의원 선거구이다. 당시 전라남도 광주부 전 지역을 관할했다.

## 역사
제헌 국회의원 선거를 앞두고 광주부 전 지역을 관할하는 선거구로 신설되었다.
1949년 광주부의 명칭이 광주시로 변경되었다. 이에 제2대 국회의원 선거를 앞두고 광주시로 선거구 명칭이 변경되었다.

## 역대 국회의원
| 선거   | 정당 | 정당       | 의원   |
| ------ | ---- | ---------- | ------ |
| 1948년 |      | 한국민주당 | 정광호 |

## 역대 선거 결과

### 대한민국 제헌 국회의원 선거
| 대한민국 제헌 국회의원 선거전라남도 광주부 |        |            |        |        |      |      |  |
|                                            |        |            |        |        |      |      |  |
| 후보                                       | 후보   | 정당       | 득표   | 득표율 | 당락 | 비고 |  |
|                                            | 정광호 | 한국민주당 | 무투표 | 무투표 | 당선 |      |  |
| 합계                                       | 합계   | 합계       | 0표    |        |      |      |  |